# Allgäuer Festwoche
Die Allgäuer Festwoche (kurz *FeWo*) in Kempten (Allgäu) ist eine neuntägige Wirtschafts- und Verbrauchermesse mit Volksfestcharakter. Sie gilt als größte Gewerbemesse der Region und zählt zu den zehn größten deutschen Verbrauchermessen. Jährlich wird ein Festwochen-Bier gebraut – lange vom Allgäuer Brauhaus, seit 2010 von der Privat-Brauerei Zötler. Die Veranstaltung findet traditionell im August im Zentrum Kemptens statt und zieht regelmäßig über 100.000 Besucher an.

## Geschichte
Ein Vorläufer fand 1923 statt, als der Kemptener Gewerbeverein eine Industrie- und Gewerbeschau mit Luftfahrt, Feuerwerk und Konzerten veranstaltete.
1949 startete die erste Festwoche unter OB Georg Volkhardt mit etwa 360 Ausstellern – drei Viertel davon regional.
1976 erlitt sie erstmals einen Verlust, 1991 fiel sie wegen Bauarbeiten am Königsplatz aus. 1995 erfolgte unter OB Ulrich Netzer eine Modernisierung von Zeltstrukturen und Hallen.
2020 und 2021 fiel die Festwoche pandemiebedingt aus. 2022 wurde sie mit rund 180.000 Besuchern erfolgreich wieder aufgenommen.
2023 kamen etwa 151.000 Besucher,  
2024 lag die Zahl bei rund 146.500,  
2025 konnte trotz extremer Hitze über 150.000 Besucher gezählt werden.

## Konzept und Veranstaltungen

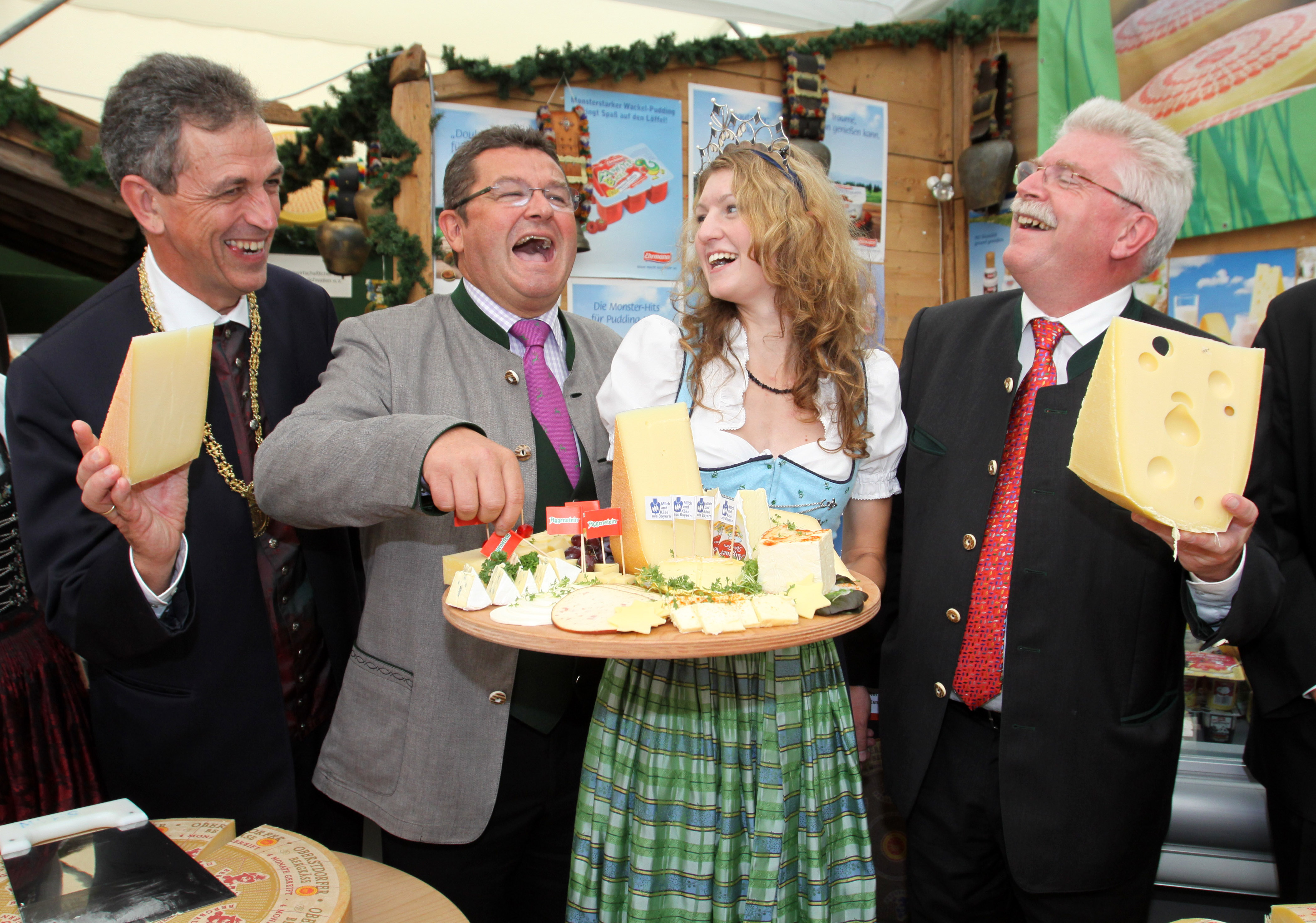
OB Ulrich Netzer im Milchzelt (2010)

Die Festwoche vereint Wirtschaftsmesse und Volksfest mit rund 400 Ausstellern in 20 Hallen und Zelten. Es gibt Bierzelt, Parkschenke, Milchzelt, Sonderschauen, Kunst, Kultur, Sport und Fachkongresse.
Seit 1948 begleitend gibt es eine Kunstausstellung. 2024 waren 63 Werke von 50 Künstlern ausgestellt; 2025 werden fünf Kunstpreise im Gesamtwert von 14.500 Euro vergeben.

## Besucherzahlen
| Jahr | Besucherzahl |
| ---- | ------------ |
| 1988 | 203 544      |
| 2022 | ca. 180 000  |
| 2023 | ca. 151 000  |
| 2024 | ca. 146 500  |
| 2025 | über 150 000 |

## Gelände
Das Festgelände umfasst Stadtpark, Königsstraße/Linggstraße, Salzstraße, Residenzplatz und Beethovenstraße. Früher gab es eine Fußgängerbrücke westlich der Salzstraße; heute dienen Ampeln als Querung. Park-&-Ride-Stellen am Heussring erleichtern den Zugang.

## Regionale Bedeutung
Die Festwoche ist Treffpunkt für Politik, Wirtschaft und Gesellschaft. Ministerpräsidenten wie Franz Josef Strauß und Edmund Stoiber eröffneten die Messe – letzterer erhielt bei seinem ersten Besuch die Goldene Rathausmedaille. 1994 wurde dort das Modellprojekt „Integriertes Wohnen“ vorgestellt; 1950er-Jahre-Spenden halfen beim Ausbau des Stadttheaters.

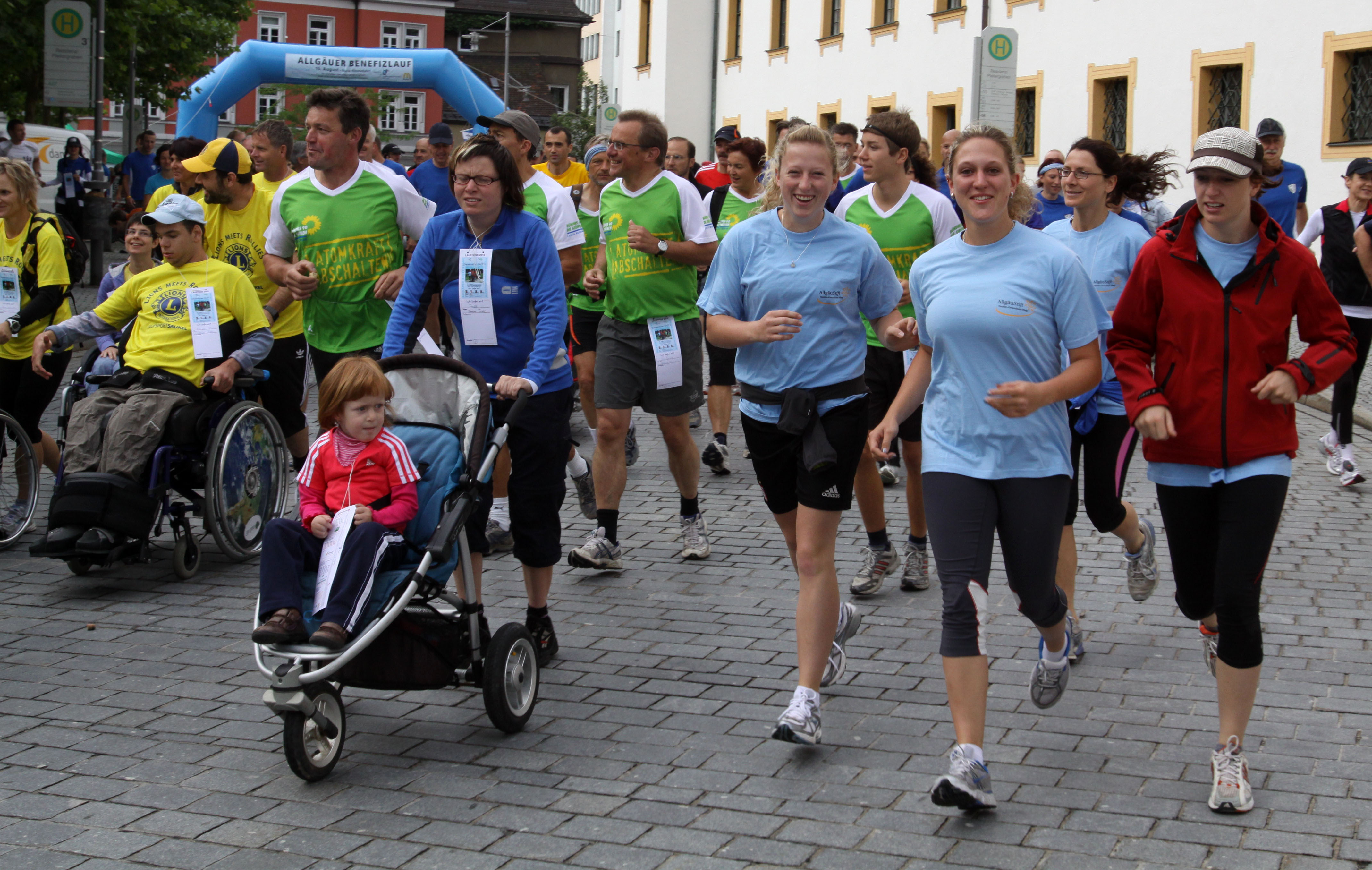
Benefizlauf entlang der Fürstäbtlichen Residenz
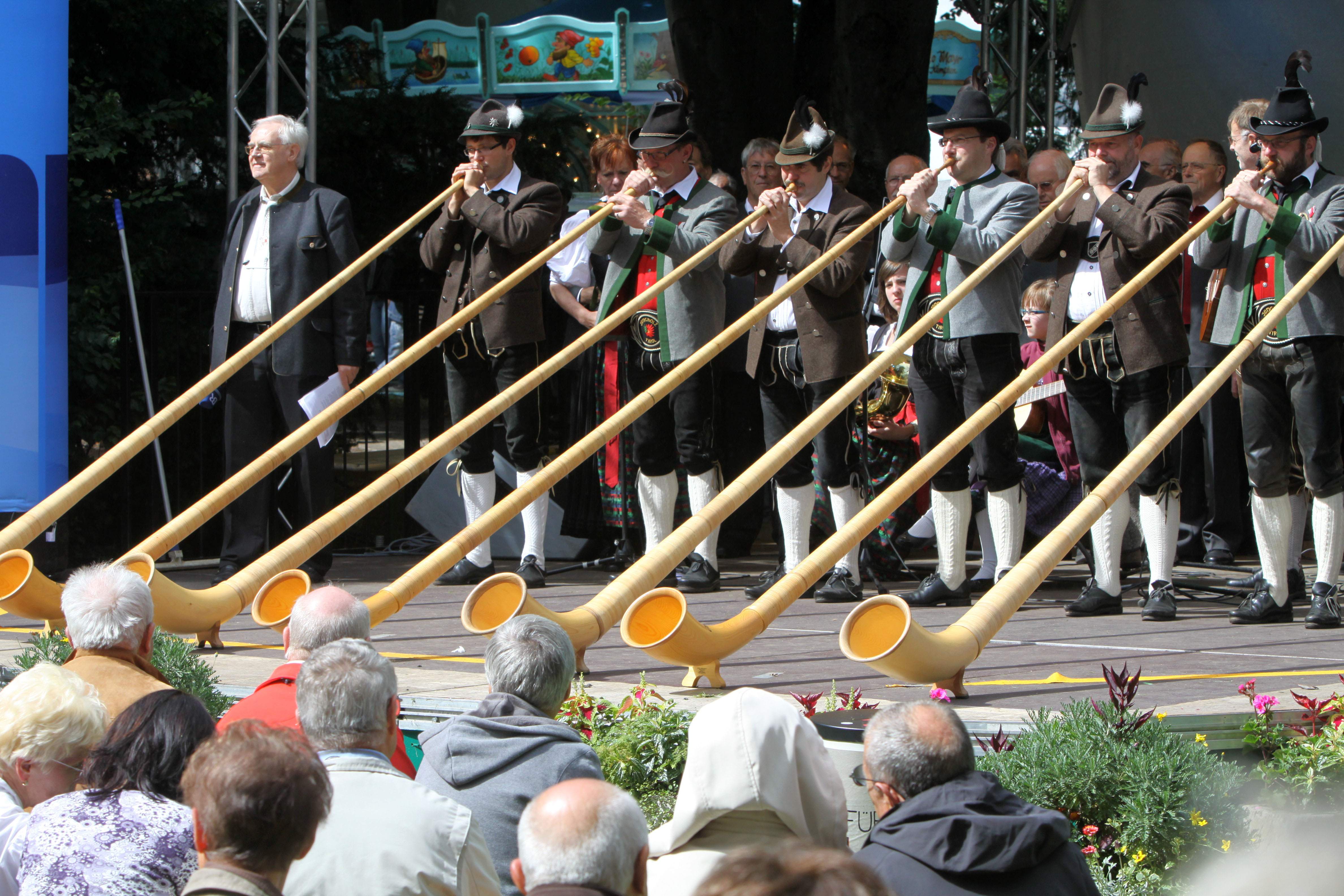
Alphornkonzert im Stadtpark
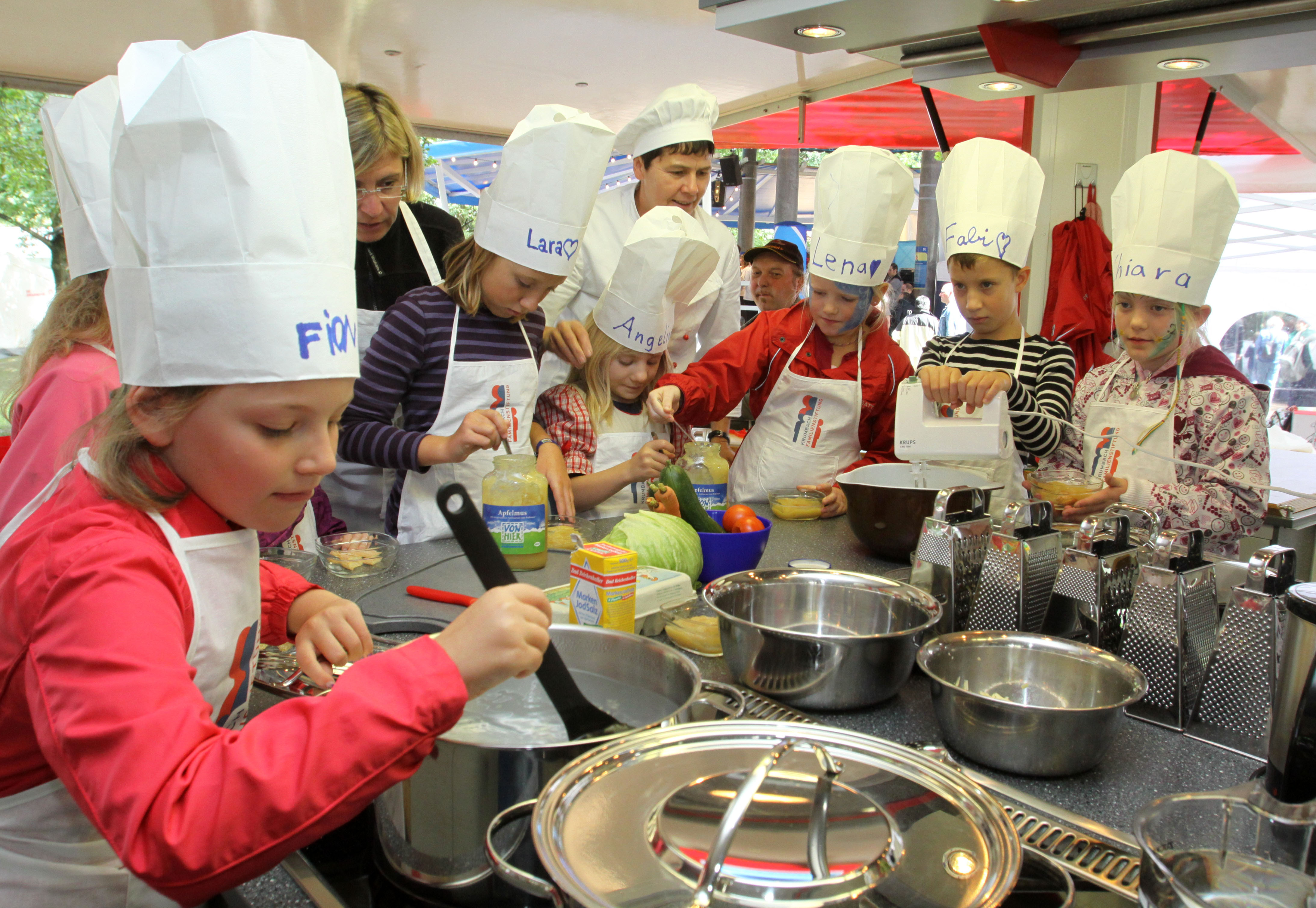
Kinderküche während der Festwoche
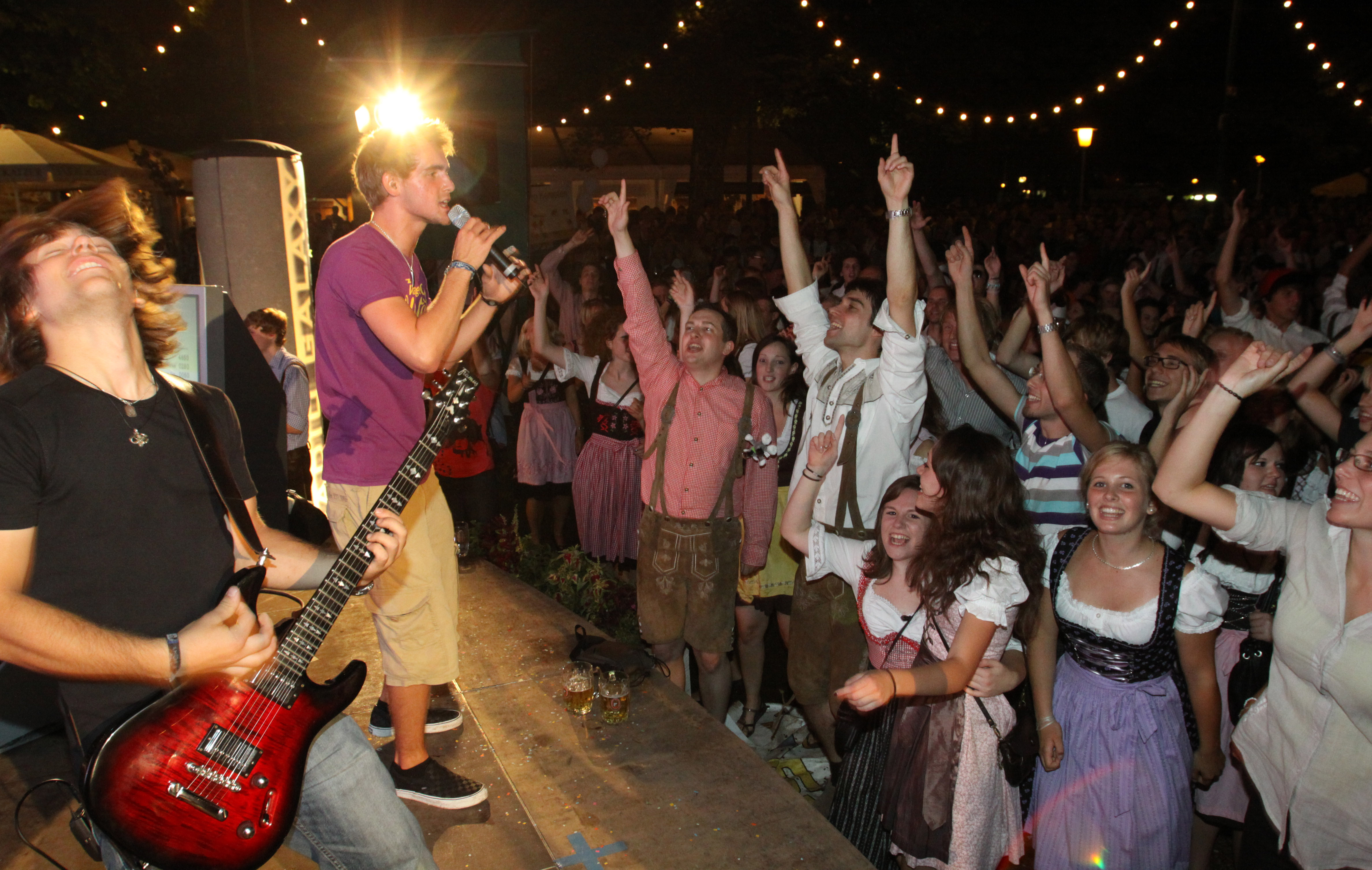
Musikauftritt auf der Festwoche
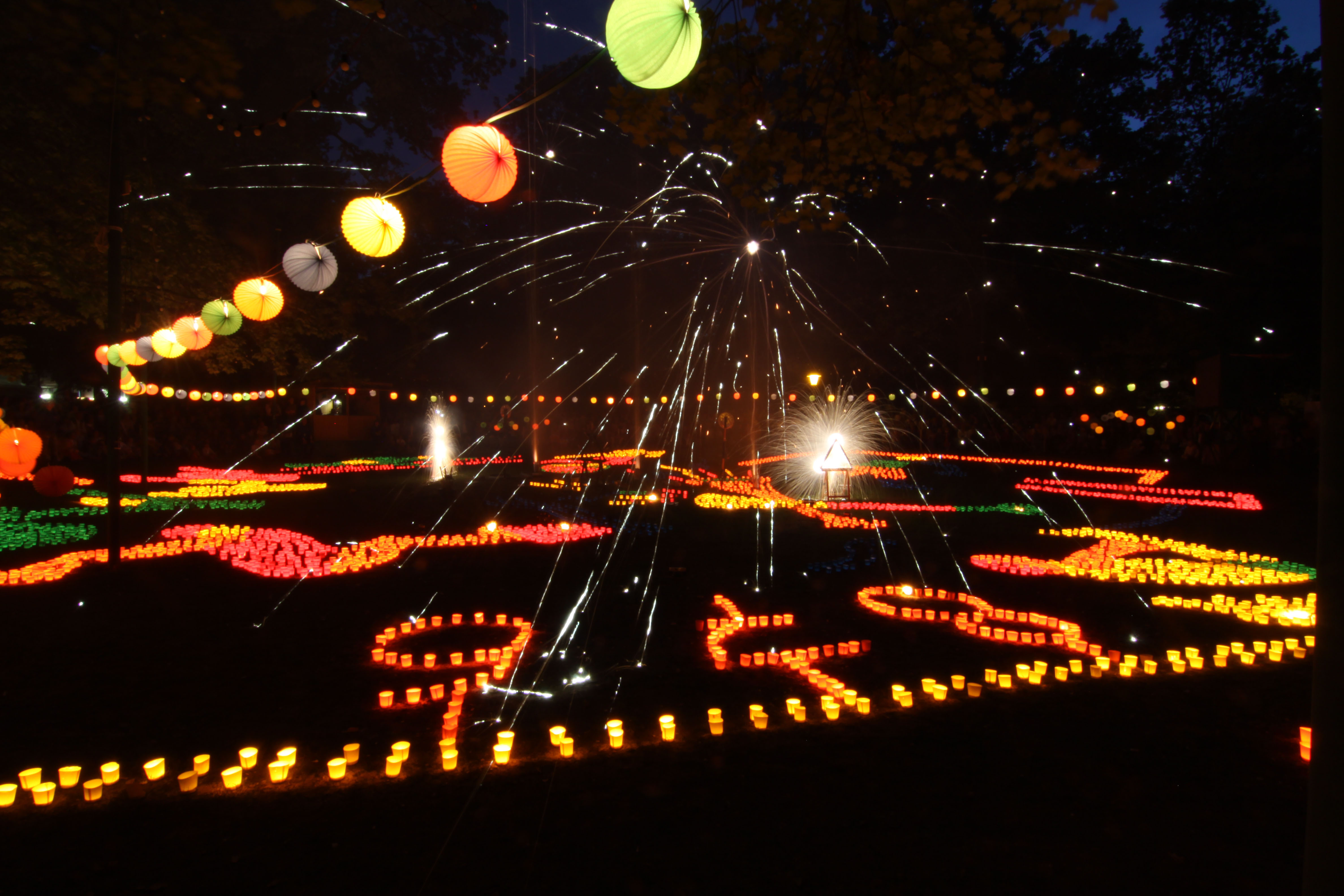
Lichterfest